# Dragon Ball Super: Broly
Dragon Ball Super: Broly (ドラゴンボール超ブロリー, Doragon Bōru Sūpā: Burorī) és una pel·lícula d'anime japonesa d'arts marcials i d'acció. És el vintè film de la sèrie Bola de Drac, amb guió del creador original, Akira Toriyama. Es va estrenar al Japó el 14 de desembre del 2018, i l'1 de febrer del 2019 en català.

## Argument
La pau regna un cop més a la Terra després del Torneig de Poder. Després de descobrir que en els diferents universos hi ha éssers increïblement poderosos que encara no ha vist, en Goku continua entrenant-se per a fer-se encara més fort. Un dia qualsevol, però, en Goku i en Vegeta es troben davant d'un nou guerrer de l'espai que acaba d'arribar a la Terra: en Broly.

## Doblatge
| Personatge | Veu japonesa                  | Veu catalana       |
| ---------- | ----------------------------- | ------------------ |
| Goku       | Masako Nozawa                 | Marc Zanni         |
| Vegeta     | Ryō Horikawa                  | Joan Sanz          |
| Freezer    | Ryūsei Nakao                  | Domènech Farell    |
| Paragus    | Katsuhisa Hōki                | Jordi Royo         |
| Bulma      | Aya Hisakawa                  | Roser Contreras    |
| Cheelai    | Nana Mizuki                   | Roser Vilches      |
| Broly      | Bin Shimada Yoshika Morishita | Josep Maria Mas    |
| Lemo       | Tomokazu Sugita               | Pep Ribas          |
| Whis       | Masakazu Morita               | Marcel Navarro     |
| Cor Petit  | Toshio Furukawa               | Xavier Fernández   |
| Beerus     | Kōichi Yamadera               | Alfonso Vallés     |
| Kikono     | Masami Kikuchi                | Joan Pera          |
| Berryblue  | Kimiko Saitō                  | Glòria González    |
| Bardock    | Masako Nozawa                 | Albert Trifol      |
| Beets      | Takuya Kirimoto               | David Jenner       |
| Rei Vegeta | Banjō Ginga                   | Santi Lorenz       |
| Gine       | Naoko Watanabe                | Lilian Rodas       |
| Leek       | Yohei Azakami                 | Héctor García      |
| Rei Cold   | Ryūzaburō Ōtomo               | Joan Massotkleiner |
| Moroko     | Hisao Egawa                   |                    |
| Raditz     | Shigeru Chiba                 |                    |
| Nappa      | Tetsu Inada                   | Josep Maria Mas    |
| Shenron    | Ryūzaburō Ōtomo               | Francesc Belda     |